# (73549) 2003 PL8
(73549) 2003 PL8 – planetoida z pasa głównego asteroid okrążająca Słońce w ciągu 3,86 lat w średniej odległości 2,46 j.a. Odkryta 3 sierpnia 2003 roku.